# Her Uncle Sam
Her Uncle Sam (ook wel bekend als Red Salute) is een Amerikaanse dramafilm uit 1935 met in de hoofdrol Barbara Stanwyck. De film bevindt zich in het publiek domein.

## Verhaal
Een soldaat wordt verliefd op de dochter van de generaal.

## Rolverdeling
| Acteur               | Personage             |
| -------------------- | --------------------- |
| Barbara Stanwyck     | Drue Van Allen        |
| Robert Young         | Jeff "oom Sam"        |
| Hardie Albright      | Leonard Arner         |
| Cliff Edwards        | P.J. Rooney           |
| Ruth Donnelly        | Mrs. Edith Rooney     |
| Gordon Jones         | Michael (Lefty) Jones |
| Paul Stanton         | Louis Martin          |
| Purnell Pratt        | Generaal Van Allen    |
| Nella Walker         | tante Betty           |
| Arthur Vinton        | Joe Beal              |
| Edward McWade        | Baldy                 |
| Henry Kolker         | Dean                  |
| Henry Otho           | Grenswachter          |
| Allan Cavan          | Legerofficier         |
| Ferdinand Gottschalk | spreker               |
| Selmer Jackson       | Legerofficier         |
| David Newell         | Student               |